# Daniel de Rémy de Courcelle
Daniel de Rémy de Courcelle, auch de Courcelles (* 1626 vielleicht in Toulon; † 24. Oktober 1698 ebenda) war ein französischer Kolonialbeamter unter König Ludwig XIV., danach Festungskommandeur und Gouverneur in seiner Heimat. Er war von 1665 bis 1672 Gouverneur von Neufrankreich. Er musste einen schlecht geplanten Winterfeldzug gegen die Mohawk-Irokesen aufgeben, erreichte aber später einen Friedensschluss zwischen den westlichen Irokesen und den indianischen Verbündeten Frankreichs. Er unterstützte die Forschungsreisenden Richtung Westen und Süden, lag jedoch in anhaltendem Streit mit dem Intendanten Jean Talon. Ab 1672 befehligte er die Zitadelle von Arras, ein Amt, das er vor seiner Tätigkeit in Amerika in Thionville ausgeübt hatte, war danach bis zu seinem Tod Gouverneur von Toulon. Er trug die Titel Sieur de Montigny, de La Fresnaye et de Courcelle, seigneur de Rouvray et Du Bourg.

## Leben

### Gouverneur von Neufrankreich (1665–1672), Irokesenfeldzug (1666)
Courcelle war ab 1665 der Nachfolger von Saffray de Mézy als Gouverneur von Neufrankreich. Er wurde am 23. März 1665 ernannt. Zuvor war er Gouverneur von Thionville in Lothringen gewesen. Zusammen mit dem Intendanten Jean Talon erreichte er Québec am 12. September. Vizegouverneur Alexandre de Prouville de Tracy, Leiter aller nordamerikanischen Kolonien, war im Juni 1664 zusammen mit dem Carignan-Salières-Regiment angekommen, das gegen die Irokesen vorgehen sollte. Courcelle setzte den von Tracy angeordneten Bau von Forts fort und konnte sie nun auch mit einer Besatzung belegen. Sie sollten entlang des Richelieu River die Invasionen der irokesischen Mohawk verhindern.
Diese waren jedoch zu dieser Zeit gar nicht in der Lage, die Franzosen anzugreifen, da sie schwer unter einer Pockenepidemie litten. Daher fühlten sie über Jesuitenmissionare in Québec vor, doch Tracy, Courcelle und Talon entschieden sich, die Gelegenheit zum Angriff zu nutzen.
Am 9. Januar 1666 verließ Courcelle Québec an der Spitze von 600 Männern. Schon als sie den Richelieu River erreichten, war es bei vielen Männern zu Erfrierungen gekommen. Den Irokesen feindlich gesinnte Algonkin, die die Franzosen führen sollten, erschienen nicht. Courcelle gab dennoch am 29. Januar den Befehl zum Aufbruch. Die Männer, wenig gewöhnt an Kälte und Schneeschuhe, waren bald erschöpft. Die Truppe verirrte sich und stellte am 15. Februar fest, dass sie bereits nahe der holländischen Siedlung Schenectady, drei Tagesmärsche von Mohawk-Dörfern entfernt war. Die einzigen Mohawk, die sie gesehen hatten, hatten eine Abteilung, die sie verfolgt hatte, getötet, die aus zehn Mann und einem Offizier bestand.
Als die Briten in Albany die Franzosen bemerkten, fragte eine Delegation an, was sie im Land des Königs von England taten, ohne zuvor den Gouverneur der Provinz New York davon in Kenntnis zu setzen. Beide Seiten waren noch nicht darüber in Kenntnis, dass sich die beiden Länder seit zwei Wochen im Kriegszustand befanden. Courcelle war zudem völlig überrascht, dass Neu Amsterdam (New York) inzwischen englisch war, und glaubte gar, die Engländer hätten ganz Amerika erobert. Sieben seiner Verletzten ließ er von den Siedlern in Schenectady versorgen.
Als Tauwetter und anhaltender Regen einsetzten, musste Courcelle seinen Feldzug endgültig aufgeben. Am 21. Februar traten sie den Rückmarsch an, bei dem 60 weitere Männer starben. Courcelle, knapp einer Katastrophe entronnen, warf den Jesuiten nach seiner Rückkehr vor, es wäre ihre Schuld, dass sie ohne ortskundige Führer aufgebrochen seien. Der Marquis de Salières zögerte nicht, Courcelle die Schuld zuzuweisen, der seiner Meinung nach weder für angemessene Ausrüstung noch für Kleidung gesorgt hatte.

### Zweiter Mohawkfeldzug (1666), erzwungener Frieden (1667 – Anfang 1680er Jahre)
Ende September 1666 führten Tracy und Courcelle eine Armee von 1400 Mann, dazu 100 Huronen und Algonkin von Fort Sainte-Anne am Lake Champlain gegen die Mohawk. Gegen die größte jemals gegen sie aufgebotene Armee hatten sie keine Aussicht auf Erfolg. Sie verließen ihre vier Dörfer, die die Franzosen niederbrannten. Ein Kreuz und das französische Wappen wurden im Hauptdorf aufgerichtet, das Land für König Ludwig XIV. in Anspruch genommen. Die Mohawk erklärten sich am 10. Juli 1667 zum Frieden bereit. Er hielt bis Anfang der 1680er Jahre.
Das Rechtssystem Neufrankreichs war bis 1667 zweistufig. Am 6. Dezember 1666 setzten Courcelle, Talon und Tracy den Conseil Souverain ein, denn bis dahin hatte Jean Talon höchstpersönlich letztinstanzlich Recht gesprochen. Im August 1667 wurde das Verfahren erneut angepasst, so dass Talon jeden Fall zu Gesicht bekam, um zu entscheiden, ob der Conseil Souverain, der Cour de Prévôté oder er selbst richten sollten. Das dreistufige System sah einen Instanzenzug vor, dessen unterste Stufe die seigneurialen Gerichte darstellten. Widerspruch konnte bei einem der drei Beamten, die für die drei Regionen der Kolonie zuständig waren, eingelegt werden. Gegen ihre Entscheidung konnte wiederum Berufung beim Conseil Souverain eingelegt werden.
Courcelle fühlte sich in seiner Macht beschnitten. Er weigerte sich, dem Edikt zuzustimmen, erneut im folgenden Januar, womit er den offenen Konflikt um die Macht mit Talon suchte. Tracy, sein wichtigster Verbündeter, verließ die Kolonie im August 1667. In der Folge wuchs die Spannung zwischen Intendant und Gouverneur, selbst als Talon für zwei Jahre nach Frankreich ging, und von Claude de Boutroue d’Aubigny ersetzt wurde. 1669 wies ihn Minister Jean-Baptiste Colbert zurecht, und mahnte, dass die Interessen des Königs die einzig wichtigen seien. Talon informierte Colbert im November 1670, sein Widersacher neide ihm seinen Einfluss, vor allem bei Colbert selbst. Talon beschwerte sich, dass Courcelle versuche, ihn wie einen Untergebenen zu behandeln – Talon war Bürgerlicher –, und dass er seine Pläne für die Entwicklung der Kolonie behindere.

### Weitere Auseinandersetzungen (Seneca, Odawa)
Als 1669 drei Männer der Garnison von Montréal einen Häuptling der Seneca, eines Irokesenstammes, ermordeten, ließ Courcelle die Mörder sofort aburteilen und hinrichten. Die Seneca waren beeindruckt und zu Friedensgesprächen bereit. Die Kriege zwischen Irokesen und Algonkin schleppten sich jedoch fort, so dass Courcelle beide aufforderte, die Gefangenen auszutauschen und die Kämpfe einzustellen. Die westlichen Irokesen, die weit entfernt lebten, fühlten sich jedoch sicher, und bezweifelten, dass der Gouverneur einen so langen Arm habe, ihnen ihre Skalps zu nehmen.
Courcelle ließ ein Flachboot bauen, das in der Lage sein sollte, schwere Lasten zu tragen. Am 2. Juni brach das Schiff mit seiner Armee auf und erreichte am 12. Juni den Ontariosee. Die Irokesen waren von diesem gewagten Unternehmen beeindruckt und erklärten sich bereit, mit ihren Feinden Frieden zu schließen. Courcelle nutzte die Gelegenheit, um festzustellen, wo am Ostende des Sees ein Fort zu errichten sei. Damit wollte er keinen militärischen Vorteil gewinnen, sondern den Pelzhandel der Irokesen von Holländern und Engländern ablenken. Talon verlangte sogar zwei Forts, eines im Süden, eines im Norden des Sees, doch Colbert lehnte ab. Frontenac errichtete zwei Jahre später dennoch ein Fort an der Mündung des Cataracoui River, wo heute Kingston steht.
Courcelle geriet stattdessen in Streit mit dem Häuptling der Ottawa, die bisher die wichtigsten Pelzlieferanten der Franzosen waren. Sie bemühten sich, über die Irokesen als Mittelsmänner oder direkt in Albany, mit den Holländern und Engländern in Kontakt zu kommen. Courcelle spielte die beiden Stämme jedoch erfolgreich gegeneinander aus, indem er beiden Seiten glaubhaft machte, dass das Angebot nur dazu diene, die Gegner zu vernichten.

### Forschungsreisende, Milizgründung

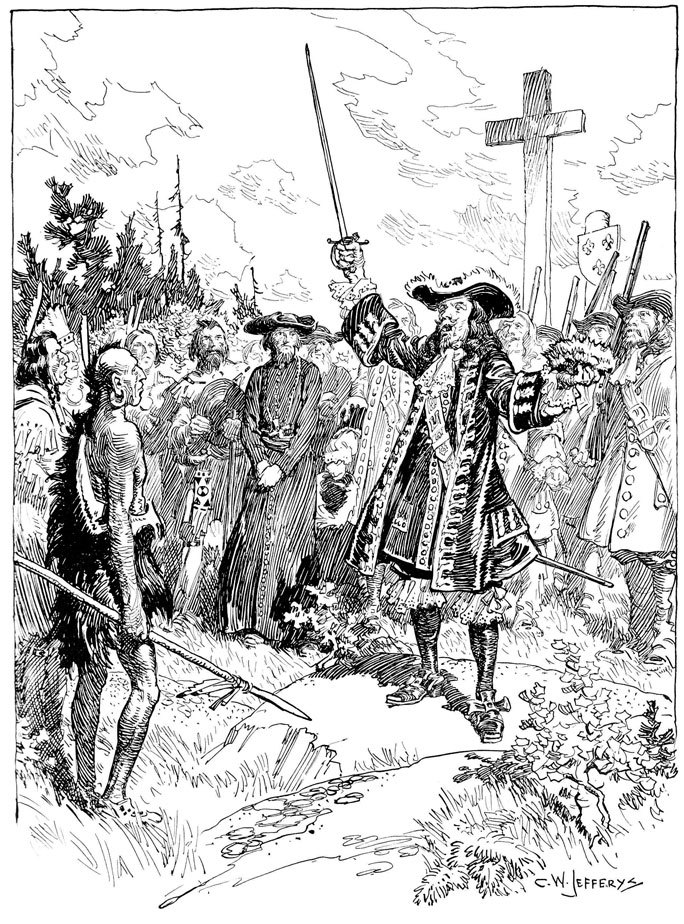
Idealisierende Darstellung Daumont de Saint Lussons von C.W. Jefferys aus dem Jahr 1895

Er unterstützte darüber hinaus die Forschungs- und Handelsreisen von Robert Cavelier de La Salle, Simon François Daumont de Saint-Lusson, Jean Peré, Louis Joliet, François Dollier de Casson und René de Bréhant de Galinée. Zudem ließ er alle Männer zwischen 16 und 60 an der Waffe ausbilden. Diese Miliz war nach dem Abzug des mitgebrachten Regiments der einzige Schutz für die Kolonie. Die Offiziere dieser Milizen zählten neben Priestern und Seigneurs, also Feudalherren, zu den lokalen Führungsgruppen.

### Abberufung (1672), Kommandant in Arras, Gouverneur von Toulon
1671 bat Courcelle um Abberufung, eine Bitte, der im folgenden Jahr stattgegeben wurde. Er setzte zuletzt ein Legat für ein sechsjähriges Irokesenmädchen aus, das er adoptiert hatte. Die dafür vorgesehenen 1000 Livre erhielt Dollier de Casson, Superior im Seminar von Montreal. Das Mädchen geriet in die Obhut der Sœurs de la Congrégation. Ende November 1672 segelte er nach Frankreich zurück, wo er Kommandant der Zitadelle von Arras wurde. Später wurde er Gouverneur von Toulon, wo er am 24. Oktober 1698 starb.